# ФК «Ротор» в сезоне 1994
Сезон 1994 — 3-й сезон «Ротора» в Чемпионате России по футболу.

## Хронология событий
- 24 апреля 1994 года «Ротор» играет вничью с «Динамо» (Ставрополь). В этом матче было нереализованно два пенальти, сперва Владимир Нидергаус, а затем Олег Веретенников не смогли переиграть вратаря.
- С июля 1994 года главным тренером команды является Виктор Прокопенко, который работал до этого с ФК «Ротор» в 1987—1988 годах.
- 14 августа 1994 года ФК «Ротор» добивается самой крупной победы в сезоне, в Волгограде обыграны «Крылья Советов» со счётом 5:0.
- 13 сентября 1994 года ФК «Ротор» впервые принимает участие в еврокубках и одерживает первую победу. В 1/32 финала Кубка УЕФА был обыгран «Нант» со счётом 3:2.

## Форма
На груди игровых футболок была надпись «ROTOR».
| Grand Sport |          |
| Основная    | Гостевая |

## Тренерский штаб
- Владимир Сальков — главный тренер (по июнь).
- Виктор Прокопенко — главный тренер (с июля).
- Владимир Файзулин — тренер.
- Рохус Шох — тренер.
- Олег Хаби — тренер.

## Состав
| Сергей Гриценко    | Флаг России     | 1 февраля 1972   | Торпедо (Волжский)     |
| Андрей Саморуков   | Флаг России     | 30 мая 1975      | Текстильщик (Камышин)  |
| Евгений Чиненов    | Флаг России     | 4 апреля 1970    | Ротор-Д (Волгоград)    |
| Защитники          |                 |                  |                        |
| Игорь Авдеев       | Флаг Казахстана | 10 января 1973   | Тараз                  |
| Александр Беркетов | Флаг России     | 24 декабря 1975  | Текстильщик (Камышин)  |
| Валерий Бурлаченко | Флаг России     | 5 июля 1970      | Звезда (Городище)      |
| Владимир Геращенко | Флаг России     | 27 апреля 1968   | Днепр (Днепропетровск) |
| Сергей Жуненко     | Флаг Казахстана | 13 мая 1970      | Кайрат                 |
| Сергей Нечай       | Флаг России     | 10 декабря 1968  | Торпедо (Таганрог)     |
| Александр Шмарко   | Флаг России     | 12 марта 1969    | Динамо (Ставрополь)    |
| Полузащитники      |                 |                  |                        |
| Юрий Аксёнов       | Флаг России     | 11 августа 1973  | Ротор-Д (Волгоград)    |
| Олег Веретенников  | Флаг России     | 5 января 1970    | Уралмаш                |
| Александр Ещенко   | Флаг России     | 5 мая 1970       | Белененсиш             |
| Дмитрий Иванов     | Флаг России     | 17 сентября 1970 | Крылья Советов         |
| Андрей Кривов      | Флаг России     | 24 сентября 1976 | Ротор-Д (Волгоград)    |
| Игорь Меньщиков    | Флаг России     | 26 июля 1970     |                        |
| Олег Стогов        | Флаг России     | 15 апреля 1965   | Факел                  |
| Александр Тройнин  | Флаг России     | 16 марта 1972    | Торпедо (Волжский)     |
| Александр Царенко  | Флаг России     | 21 ноября 1967   | Согдиана               |
| Нападающие         |                 |                  |                        |
| Валерий Есипов     | Флаг России     | 4 октября 1971   | Динамо (Киев)          |
| Олег Нечаев        | Флаг России     | 25 июня 1971     | Рубин-ТАН              |
| Владимир Нидергаус | Флаг Казахстана | 13 августа 1967  | Кайрат                 |
| Рустем Хузин       | Флаг России     | 30 января 1972   | Рубин-ТАН              |

## Трансферы

### Зима 1993/1994
| Позиция | Игрок              | Клуб                      |
| ------- | ------------------ | ------------------------- |
| Вр      | Андрей Саморуков   | «Текстильщик» (Камышин)   |
| Вр      | Евгений Чиненов    | «Ротор-Д» (Волгоград)     |
| Защ     | Александр Беркетов | «Текстильщик» (Камышин)   |
| Защ     | Сергей Жуненко     | «Кайрат» (Алма-Ата)       |
| Защ     | Игорь Авдеев       | «Тараз» (Тараз)           |
| ПЗ      | Дмитрий Иванов     | «Крылья Советов» (Самара) |
| ПЗ      | Александр Тройнин  | «Торпедо» (Волжский)      |
| ПЗ      | Андрей Кривов      | «Ротор-Д» (Волгоград)     |
| Нап     | Рустем Хузин       | «Рубин-ТАН» (Казань)      |

| Позиция | Игрок               | Клуб                          |
| ------- | ------------------- | ----------------------------- |
| Вр      | Андрей Мананников   | «Анжи» (Махачкала)            |
| Защ     | Алексей Перминов    | «Балтика» (Калининград)       |
| Защ     | Сергей Кузнецов     | «Крылья Советов» (Самара)     |
| ПЗ      | Александр Жидков    | «Крылья Советов» (Самара)     |
| ПЗ      | Алексей Герасименко | «Кубань» (Краснодар)          |
| ПЗ      | Андрей Коваленко    | «Колос» (Краснодар)           |
| Нап     | Юрий Коновалов      | «Локомотив» (Нижний Новгород) |
| Нап     | Александр Никитин   | завершил карьеру              |

### Лето
| \| Позиция \| Игрок \| Клуб \| \| ------- \| ---------------- \| ----------------------------------- \| \| ПЗ \| Юрий Аксёнов** \| «Ротор-Д» (Волгоград) \| \| ПЗ \| Александр Ещенко \| «Белененсиш» (Санта-Мария-де-Белен) \| |                  |                                     |
| Позиция | Игрок            | Клуб                                |
| ПЗ | Юрий Аксёнов**   | «Ротор-Д» (Волгоград)               |
| ПЗ | Александр Ещенко | «Белененсиш» (Санта-Мария-де-Белен) |

* В аренду  

** Из аренды  

*** Выкуп контракта 

## Матчи
− Победа
 − Ничья
 − Поражение

### Товарищеские матчи
| 1994 Предсезонный | «Шумен» | 3:1 | «Ротор» |  |

| 1994 Предсезонный | «Добруджа» (Добрич) | 0:2 | «Ротор» |  |

| 1994 Предсезонный | «Леффе» | 0:3 | «Ротор» |  |

| 1994 Предсезонный | «Сан-Марино Кальчо» | 1:2 | «Ротор» |  |

| 1994 Предсезонный | «Форли» | 0:8 | «Ротор» |  |

| 1994 Предсезонный | «Металик» (Сопот) | 0:3 | «Ротор»                                          | Болгария |
|                   |                   |     | Дмитрий Иванов · Олег Веретенников · Олег Стогов |          |

| 1994 Предсезонный | «Спартак» (Пловдив) | 0:3 | «Ротор»                                                | Болгария |
|                   |                     |     | Дмитрий Иванов · Олег Веретенников · Александр Тройнин |          |

| 1994 Предсезонный | «Локомотив» (Горна-Оряховица) | 1:1 | «Ротор»               | Болгария |
|                   | 1:1 ? 89′ (пен.)              |     | 0:1 Олег Веретенников |          |

### Кубок короля Таиланда 1994

#### Группа «Б»
| 13 февраля 1994 1 тур | «Ротор» | 0:0 | Сборная Малайзии олимп. | Бангкок |

| 15 февраля 1994 2 тур | «Ротор»                         | 2:0 | Сборная Южной Кореи | Бангкок |
|                       | Олег Нечаев · Олег Веретенников |     |                     |         |

| 17 февраля 1994 3 тур | Сборная Таиланда А | 1:1 | «Ротор»        | Бангкок |
|                       | ?                  |     | Валерий Есипов |         |

#### Турнирная таблица. Группа «Б»
| М | Клуб                    | 1   | 2   | 3   | 4   | И | В | Н | П | МЗ | МП | ±М | О |
| - | ----------------------- | --- | --- | --- | --- | - | - | - | - | -- | -- | -- | - |
| 1 | Сборная Таиланда А      | –   | 1:1 | 1:1 | 4:1 | 3 | 1 | 2 | 0 | 6  | 3  | +3 | 4 |
| 2 | «Ротор»                 | 1:1 | –   | 2:0 | 0:0 | 3 | 1 | 2 | 0 | 3  | 1  | +2 | 4 |
| 3 | Сборная Южной Кореи     | 1:1 | 0:2 | –   | 5:1 | 3 | 1 | 1 | 1 | 6  | 4  | +2 | 3 |
| 4 | Сборная Малайзии олимп. | 1:4 | 0:0 | 1:5 | –   | 3 | 0 | 1 | 2 | 2  | 9  | −7 | 1 |

Примечание: первые две команды из двух групп выходили в 1/2 финала.
| 19 февраля 1994 1/2 финала | Сборная Таиланда Б | 1:0 | «Ротор» | Бангкок |

| 21 февраля 1994 Матч за 3 место | Сборная Таиланда А | 0:0 (доп. вр.) (3:5 пен.)                                                             | «Ротор» | Бангкок |
|                                 | Пенальти           |                                                                                       |         |         |
|                                 |                    | Олег Веретенников · Олег Стогов · Игорь Меньщиков · Александр Шмарко · Дмитрий Иванов |         |         |

### Кубок России 1993/1994
| 13 апреля 1994 1/4 финала | «Ротор» | 0:1 | «Динамо» (Москва)        | Волгоград                                                       |
| |         |     | 0:1 Игорь Симутенков 47′ | Стадион: Центральный Зрителей: 11 000 Судья: Игорь Синер (Омск) |
| «Ротор»: Саморуков, Шмарко, Стогов (Нечаев, 69), Геращенко, Нечай, Царенко, Хузин (Жуненко, 46), Нидергаус, Веретенников, Есипов, Меньщиков. · «Динамо» (Москва): Сметанин, Саматов, Ковтун, Шульгин, Смирнов (Рыбаков, 73), Чернышов, Клюев, С.Некрасов, Тетрадзе, Смертин (Бородкин, 82), Симутенков. · Нидергаус (42') — Саматов (19'), С.Некрасов (78'). · Нереализованный пенальти: Олег Веретенников (24', вратарь). |         |     |                          |                                                                 |

### Чемпионат России

#### Первый круг
| 15 марта 1994 1 тур | «Ротор»                          | 1:1      | «Уралмаш» (Екатеринбург) | Волгоград                                                                |
| | 1:0 Олег Веретенников 70′ (пен.) | Протокол | 1:1 Олег Кокарев 86′     | Стадион: Центральный Зрителей: 16 000 Судья: Александр Кириллов (Москва) |
| «Ротор»: Саморуков, Шмарко, Бурлаченко, Геращенко, Нечай, Жуненко, Иванов, Нидергаус, Веретенников, Есипов, Меньщиков (Стогов, 55). · «Уралмаш» (Екатеринбург): Ледовских, Федотов, Ратничкин, Галимов, Андреев, Ямлиханов, Нежелев, Ханкеев, Юшков, Блужин, Передня (Кокарев, 75). · Ледовских (85'). |                                  |          |                          |                                                                          |

| 19 марта 1994 2 тур | «Ротор»                                              | 2:0      | «Динамо-Газовик» (Тюмень) | Волгоград                                                              |
| | 1:0 Игорь Меньщиков 11′ · 2:0 Владимир Нидергаус 49′ | Протокол |                           | Стадион: Центральный Зрителей: 15 000 Судья: Анатолий Маляров (Москва) |
| «Ротор»: Саморуков, Шмарко, Бурлаченко, Геращенко, Нечай, Царенко (Жуненко, 46), Иванов, Нидергаус, Веретенников, Есипов, Меньщиков (Стогов, 66). · «Динамо-Газовик» (Тюмень): Масленников, Умяров, Силкин, Родненок, Наумов, Герасимов, Маслов, Рева, Долбоносов, Камольцев, Ковардаев (Елисеев, 56). · Умяров (25'). |                                                      |          |                           |                                                                        |

| 26 марта 1994 3 тур | «Локомотив» (Нижний Новгород) | 0:0      | «Ротор» | Нижний Новгород                                                    |
| |                               | Протокол |         | Стадион: Локомотив Зрителей: 5 400 Судья: Сергей Хусаинов (Москва) |
| «Локомотив» (Нижний Новгород): Шанталосов, Осколков, Асланян (Суший, 40), Рагулин, Путилин, Казаков, Арефьев, Феоктистов, Рыдный (Давыдов, 76), Моисеев, Герасимов. «Ротор»: Саморуков, Шмарко, Бурлаченко, Геращенко, Нечай, Жуненко, Иванов, Нидергаус (Нечаев, 65), Веретенников, Есипов, Меньщиков. |                               |          |         |                                                                    |

| 29 марта 1994 4 тур | «КАМАЗ» (Набережные Челны) | 1:0      | «Ротор» | Набережные Челны                                                   |
| | 1:0 Виктор Панченко 71′    | Протокол |         | Стадион: КАМАЗ Зрителей: 12 500 Судья: Андрей Будогосский (Москва) |
| «КАМАЗ» (Набережные Челны): Захарчук, Варламов, Кузнецов, Клонцак, Рафиков, Яремчук, Тропанец, Колесов (Зубков, 46), Евдокимов, Кобзев (Дурнев, 55), Панченко. · «Ротор»: Саморуков, Шмарко, Бурлаченко, Геращенко, Нечай, Жуненко, Иванов (Царенко, 46), Нидергаус, Веретенников, Есипов (Нечаев, 69), Меньщиков. · Веретенников (75'), Нидергаус (75'), Шмарко (83'), Геращенко (89'), Меньщиков (90'). · Геращенко (90'). |                            |          |         |                                                                    |

| 2 апреля 1994 5 тур | «Спартак» (Владикавказ) | 1:0      | «Ротор» | Владикавказ                                                       |
| | 1:0 Бахва Тедеев 76′    | Протокол |         | Стадион: Спартак Зрителей: 17 000 Судья: Валентин Иванов (Москва) |
| «Спартак» (Владикавказ): Хапов, Пагаев, Денисов, Касымов (Качмазов, 54), Джиоев, Алчагиров, Тедеев, Мархель, Яновский, Сулейманов, Горелов (Дзоблаев, 30). · «Ротор»: Саморуков, Шмарко, Стогов, Жуненко, Нечай, Царенко, Хузин, Нидергаус (Нечаев, 69), Веретенников, Есипов, Меньщиков (Тройнин, 64). · Алчагиров (71') — Хузин (83'). |                         |          |         |                                                                   |

| 9 апреля 1994 6 тур | «Ротор»                                             | 2:1      | «Торпедо» (Москва)       | Волгоград                                                               |
| | 1:0 Владимир Нидергаус 16′ · 2:1 Валерий Есипов 59′ | Протокол | 1:1 Сергей Чумаченко 28′ | Стадион: Центральный Зрителей: 9 000 Судья: Лом-Али Ибрагимов (Грозный) |
| «Ротор»: Саморуков, Шмарко, Стогов, Геращенко, Нечай, Иванов, Хузин (Царенко, 46), Нидергаус (Нечаев, 78), Веретенников, Есипов, Меньщиков. · «Торпедо» (Москва): Пчельников, Востросаблин, Чельцов, Афанасьев, Ульянов (Корнаухов, 70), Шустиков, Кузнецов, Филимонов, Чумаченко, Талалаев, Паземов. · Шустиков (45'), Паземов (60'). · Нереализованный пенальти: Андрей Талалаев (34', штанга). |                                                     |          |                          |                                                                         |

| 17 апреля 1994 7 тур | ЦСКА (Москва) | 0:0      | «Ротор» | Москва                                                                 |
| |               | Протокол |         | Стадион: Динамо Зрителей: 3 200 Судья: Тарас Безубяк (Санкт-Петербург) |
| ЦСКА (Москва): Плотников, Гущин, Куприянов, Быстров, Бавыкин, Бушманов, Машкарин, Брошин, Бобров (Шуков, 25), Гришин (Бычков, 62), Файзулин. · «Ротор»: Саморуков, Шмарко, Бурлаченко, Геращенко, Нечай, Царенко, Жуненко, Нечаев (Меньщиков, 71), Веретенников, Есипов, Стогов (Тройнин, 46). · Шуков (88'). |               |          |         |                                                                        |

| 24 апреля 1994 8 тур | «Ротор»                    | 1:1      | «Динамо» (Ставрополь)      | Волгоград                                                          |
| | 1:1 Владимир Нидергаус 68′ | Протокол | 0:1 Александр Горбачев 30′ | Стадион: Центральный Зрителей: 8 000 Судья: Сергей Анохин (Москва) |
| «Ротор»: Саморуков, Шмарко, Бурлаченко, Геращенко, Нечай, Царенко, Стогов (Тройнин, 59), Нидергаус, Веретенников, Есипов (Нечаев, 59), Жуненко. · «Динамо» (Ставрополь): Пата, Борзенков, Горбачев, Ушаков, Бондарь, Соколов, Матвиенко, Гаглоев, Маслов (Папикян, 72), Корнеев, Копылов. · Матвиенко (11'). · Нереализованные пенальти: Владимир Нидергаус (49', вратарь), Олег Веретенников (66', вратарь). |                            |          |                            |                                                                    |

| 28 апреля 1994 9 тур | «Текстильщик» (Камышин) | 0:0      | «Ротор» | Камышин                                                                  |
| |                         | Протокол |         | Стадион: Текстильщик Зрителей: 6 800 Судья: Владимир Овчинников (Москва) |
| «Текстильщик» (Камышин): Филимонов, А.Морозов, Сергеев (Полстянов, 59), Жабко, Цыганков, О. Морозов, Навоченко, Розин, Филиппов, Волгин, Наталушко. · «Ротор»: Саморуков, Шмарко, Бурлаченко, Геращенко, Нечай, Царенко, Жуненко, Нидергаус, Веретенников, Есипов, Иванов (Нечаев, 59). · Розин (61'). |                         |          |         |                                                                          |

| 2 мая 1994 10 тур | «Ротор»                                                | 2:1      | «Жемчужина-Кубань» (Сочи) | Волгоград                                                            |
| | 1:1 Олег Веретенников 45′ · 2:1 Владимир Геращенко 47′ | Протокол | 0:1 Тимур Богатырёв 44′   | Стадион: Центральный Зрителей: 9 000 Судья: Виктор Филиппов (Москва) |
| «Ротор»: Саморуков, Шмарко, Бурлаченко, Геращенко, Нечай, Царенко, Жуненко, Нидергаус, Веретенников, Есипов (Нечаев, 56), Стогов (Тройнин, 78). «Жемчужина-Кубань» (Сочи): Крюков, Бондарук, Макаров, Чекунов (Филимонов, 8), Почепцов (Магомедов, 46), Игнатьев, Нозиков, Новгородов, Проценко, Княжев, Богатырев. |                                                        |          |                           |                                                                      |

| 10 мая 1994 11 тур | «Локомотив» (Москва)      | 1:1      | «Ротор»                    | Москва                                                                       |
| | 1:1 Алексей Косолапов 86′ | Протокол | 0:1 Владимир Геращенко 14′ | Стадион: Локомотив Зрителей: 1 500 Судья: Николай Левников (Санкт-Петербург) |
| «Локомотив» (Москва): Овчинников, Леонченко, Рахимов, Дроздов, Оганесян, Батуренко (Пашинин, 46), Косолапов, Перепаденко, Татаркин (Катасонов, 46), Елышев, Гарин. · «Ротор»: Саморуков, Шмарко, Бурлаченко, Геращенко, Нечай, Царенко, Жуненко (Хузин, 46), Нидергаус, Веретенников, Есипов, Стогов (Тройнин, 76). · Бурлаченко (2'), Нидергаус (51') — Рахимов (69'). |                           |          |                            |                                                                              |

| 14 мая 1994 12 тур | «Ротор»                          | 1:1      | «Спартак» (Москва)      | Волгоград                                                               |
| | 1:1 Олег Веретенников 89′ (пен.) | Протокол | 0:1 Андрей Пятницкий 9′ | Стадион: Центральный Зрителей: 18 000 Судья: Юрий Чеботарёв (Краснодар) |
| «Ротор»: Саморуков, Шмарко (Стогов, 42), Бурлаченко, Геращенко, Нечай, Царенко (Нечаев, 71), Жуненко, Нидергаус, Веретенников, Есипов, Хузин. · «Спартак» (Москва): Стауче, Мамедов, Хлестов, Цымбаларь, Тихонов (Масалитин, 68), Никифоров, Онопко, Карпин, Пятницкий, Ледяхов, Бесчастных. · Никифоров (28'), Мамедов (40'). |                                  |          |                         |                                                                         |

| 18 мая 1994 13 тур | «Лада» (Тольятти) | 0:0      | «Ротор» | Тольятти                                                            |
| |                   | Протокол |         | Стадион: Торпедо Зрителей: 3 800 Судья: Александр Кириллов (Москва) |
| «Лада» (Тольятти): Дусманов, Посылаев, Градиленко, Иванов, Шестаков, Бавыкин, Валиев, Чухлеба, Доронченко (Соловьёв, 59), Никитин, Соболь. · «Ротор»: Саморуков, Хузин (Нечаев, 63), Бурлаченко, Геращенко, Нечай, Царенко, Жуненко, Нидергаус, Веретенников, Есипов, Стогов. · Посылаев (43') - Есипов (23'), Нидергаус (75'). |                   |          |         |                                                                     |

| 26 мая 1994 14 тур | «Ротор»             | 1:1      | «Динамо» (Москва)         | Волгоград                                                              |
| | 1:1 Олег Нечаев 70′ | Протокол | 0:1 Александр Смирнов 49′ | Стадион: Центральный Зрителей: 15 000 Судья: Алексей Маркелов (Калуга) |
| «Ротор»: Саморуков, Хузин, Бурлаченко, Геращенко (Кривов, 68), Нечай, Царенко (Д.Иванов, 68), Жуненко, Нечаев, Веретенников, Есипов, Стогов. · «Динамо» (Москва): Сметанин, Саматов, Ковтун, А.Иванов, Смирнов, Чернышов, Клюев, С.Некрасов, Тетрадзе, Добровольский, Симутенков. · Нечай (67'). |                     |          |                           |                                                                        |

| 1 июня 1994 15 тур | «Крылья Советов» (Самара)                                                 | 3:1      | «Ротор»                    | Самара                                                               |
| | 1:0 Олег Делов 10′ · 2:0 Гарник Авалян 13′ · 3:1 Игорь Захаров 84′ (пен.) | Протокол | 2:1 Владимир Геращенко 18′ | Стадион: Металлург Зрителей: 7 000 Судья: Геннадий Куличенков (Тула) |
| «Крылья Советов» (Самара): Чекмезов, Меда, Щербак, Захаров, Сафронов, Жидков, Макеев, Ремезов (Миридонов, 78), Фахрутдинов (Цилюрик, 64), Делов, Авалян. · «Ротор»: Саморуков, Нечаев, Бурлаченко, Геращенко, Нечай, Царенко, Жуненко (Хузин, 46), Нидергаус, Веретенников, Есипов, Кривов (Стогов, 80). · Сафронов (3'), Меда (57'), Захаров (74') — Есипов (3'). |                                                                           |          |                            |                                                                      |

#### Второй круг
| 20 июля 1994 16 тур | «Ротор»                                                                          | 3:1      | «Текстильщик» (Камышин)  | Волгоград                                                                 |
| | 1:1 Дмитрий Иванов 19′ · 2:1 Владимир Геращенко 57′ · 3:1 Владимир Геращенко 63′ | Протокол | 0:1 Владимир Филиппов 3′ | Стадион: Центральный Зрителей: 14 000 Судья: Владимир Овчинников (Москва) |
| «Ротор»: Саморуков, Шмарко (Жуненко, 58), Бурлаченко, Геращенко, Нечай, Царенко, Ещенко, Нидергаус, Веретенников, Нечаев, Иванов (Стогов, 52). · «Текстильщик» (Камышин): Филимонов, А.Морозов, Волгин, Жабко, Цыганков, О.Морозов, Навоченко, Юдин, Полстянов (Розин, 62), Филиппов (Кузнецов, 78), Наталушко. · Иванов (48') — А.Морозов (53'). |                                                                                  |          |                          |                                                                           |

| 27 июля 1994 17 тур | «Жемчужина-Кубань» (Сочи) | 1:1      | «Ротор»             | Сочи                                                                             |
| | 1:1 Ассаф Аль-Халифа 83′  | Протокол | 0:1 Олег Нечаев 57′ | Стадион: Центральный им. Метревели Зрителей: 3 500 Судья: Сергей Анохин (Москва) |
| «Жемчужина-Кубань» (Сочи): Крюков, Бондарук, Макаров, Чекунов, Почепцов, Игнатьев, Нозиков, Божко, Княжев (Зекох, 61), Филимонов (Аль-Халифа, 46), Богатырев. · «Ротор»: Саморуков, Шмарко, Бурлаченко, Жуненко, Нечай, Царенко (Хузин, 62), Ещенко, Нидергаус, Веретенников, Есипов, Нечаев (Стогов, 69). · Чекунов (28') — Ещенко (38'). |                           |          |                     |                                                                                  |

| 3 августа 1994 18 тур | «Ротор»                | 1:0      | «Локомотив» (Москва) | Волгоград                                                              |
| | 1:0 Валерий Есипов 35′ | Протокол |                      | Стадион: Центральный Зрителей: 8 000 Судья: Геннадий Куличенков (Тула) |
| «Ротор»: Саморуков, Шмарко, Бурлаченко, Жуненко, Нечай, Царенко, Ещенко, Нидергаус (Тройнин, 85), Веретенников, Есипов, Нечаев (Стогов, 62). · «Локомотив» (Москва): Овчинников, Арифуллин, Дроздов, Подпалый (Катасонов, 71), Оганесян, Харлачев (Маминов, 67), Косолапов, Аюпов, Чугайнов, Елышев, Гарин. · Ещенко (70'), Жуненко (80') — Харлачев (28'), Дроздов (44'). |                        |          |                      |                                                                        |

| 10 августа 1994 19 тур | «Динамо» (Ставрополь) | 0:0      | «Ротор» | Ставрополь                                                      |
| |                       | Протокол |         | Стадион: Динамо Зрителей: 2 000 Судья: Валентин Иванов (Москва) |
| «Динамо» (Ставрополь): Саная, Рыдный, Папикян, Ушаков, Бондарь, Соколов (Бенедский, 63), Матвиенко, Булатов, Маслов, Корнеев, Копылов. · «Ротор»: Саморуков, Шмарко (Тройнин, 86), Бурлаченко, Беркетов, Нечай, Царенко, Хузин (Стогов, 81), Нидергаус, Веретенников, Есипов, Нечаев. · Бондарь (90') — Беркетов (80'), Нидергаус (87'). |                       |          |         |                                                                 |

| 14 августа 1994 20 тур | «Ротор» | 5:0      | «Крылья Советов» (Самара) | Волгоград                                                               |
| | 1:0 Валерий Есипов 19′ · 2:0 Владимир Нидергаус 21′ · 3:0 Олег Веретенников 70′ · 4:0 Олег Нечаев 74′ · 5:0 Олег Веретенников 90′ | Протокол |                           | Стадион: Центральный Зрителей: 9 000 Судья: Александр Кириллов (Москва) |
| «Ротор»: Саморуков, Жуненко, Бурлаченко, Беркетов, Нечай, Царенко, Ещенко, Нидергаус (Тройнин, 81), Веретенников, Есипов, Нечаев (Хузин, 81). · «Крылья Советов» (Самара): Мартешкин, Резанцев, Захаров, Грибов, Цилюрик, Жидков, Макеев (Фахрутдинов, 73), Аверьянов, Сафронов, Евлампьев (Шарипов, 60), Авалян. · Грибов (23'), Жидков (48'). | |          |                           |                                                                         |

| 26 августа 1994 21 тур | «Спартак» (Москва) | 0:0      | «Ротор» | Москва                                                             |
| |                    | Протокол |         | Стадион: Торпедо Зрителей: 5 000 Судья: Юрий Чеботарёв (Краснодар) |
| «Спартак» (Москва): Тяпушкин, Мамедов, Надуда, Цымбаларь, Рахимов, Никифоров, Онопко, Аленичев, Пятницкий, Писарев, Мухамадиев. · «Ротор»: Саморуков, Жуненко, Бурлаченко, Геращенко, Нечай, Царенко, Ещенко, Нидергаус, Веретенников, Есипов, Нечаев (Беркетов, 86). · Нидергаус (66'). |                    |          |         |                                                                    |

| 31 августа 1994 22 тур | «Динамо» (Москва) | 0:1      | «Ротор»                   | Москва                                                                 |
| |                   | Протокол | 0:1 Олег Веретенников 72′ | Стадион: Динамо Зрителей: 2 400 Судья: Тарас Безубяк (Санкт-Петербург) |
| «Динамо» (Москва): Сметанин, Тимофеев, Ковтун, Шульгин, С.Некрасов (Смирнов, 68), Чернышов, Клюев, Черышев, Тетрадзе, А. Иванов, Симутенков. · «Ротор»: Саморуков, Жуненко, Бурлаченко, Геращенко, Нечай, Царенко, Ещенко, Беркетов, Веретенников, Есипов, Нечаев (Хузин, 90). · Тимофеев — Нечай. |                   |          |                           |                                                                        |

| 9 сентября 1994 23 тур | «Ротор»                                                                                                  | 4:1      | «Лада» (Тольятти)     | Волгоград                                                             |
| | 1:0 Владимир Нидергаус 23′ · 2:0 Олег Веретенников 43′ · 3:0 Олег Веретенников 59′ · 4:1 Олег Нечаев 79′ | Протокол | 3:1 Равиль Валиев 78′ | Стадион: Центральный Зрителей: 10 000 Судья: Сергей Хусаинов (Москва) |
| «Ротор»: Саморуков, Шмарко (Беркетов, 52), Бурлаченко, Геращенко, Жуненко, Царенко, Ещенко, Нидергаус (Кривов, 74), Веретенников, Есипов, Нечаев. · «Лада» (Тольятти): Дусманов, Трофименко, Градиленко, Каюмов, Табаков, Бавыкин, Валиев, Бахарев, Доронченко (Иванов, 62), Чухлеба, Соболь (Никитин, 56). · Есипов (35'). · Бурлаченко (68'). | |          |                       |                                                                       |

| 19 сентября 1994 24 тур | «Ротор»                    | 1:1      | «Спартак» (Владикавказ)   | Волгоград                                                              |
| | 1:0 Владимир Нидергаус 35′ | Протокол | 1:1 Мирджалол Касымов 76′ | Стадион: Центральный Зрителей: 16 000 Судья: Алексей Маркелов (Калуга) |
| «Ротор»: Саморуков, Шмарко (Ещенко, 59), Беркетов, Геращенко, Нечай, Царенко, Жуненко, Нидергаус, Веретенников, Есипов, Нечаев. · «Спартак» (Владикавказ): Хапов, Горелов, Денисов, Касымов (Газданов, 81), Джиоев, Корниенко, Тедеев, Пагаев, Алчагиров, Лебедь (Суанов, 68), Яновский. · Беркетов (81') — Пагаев (14'), Касымов (39'), Яновский (50'), Алчагиров (79'). |                            |          |                           |                                                                        |

| 23 сентября 1994 25 тур | «Ротор»                                                 | 2:1      | ЦСКА (Москва)           | Волгоград                                                                       |
| | 1:1 Владимир Геращенко 80′ · 2:1 Владимир Нидергаус 85′ | Протокол | 0:1 Ильшат Файзулин 67′ | Стадион: Центральный Зрителей: 12 000 Судья: Николай Левников (Санкт-Петербург) |
| «Ротор»: Саморуков, Жуненко, Иванов (Хузин, 46), Геращенко, Нечай, Царенко, Ещенко, Нидергаус, Веретенников, Есипов, Нечаев. · ЦСКА (Москва): Плотников, Радимов, Колотовкин, Машкарин, Мамчур, Шуков, Синёв, Брошин, Минько, Семенов, Файзулин. · Ещенко (40'), Нечай (87') — Семенов (17'), Шуков (29'), Радимов (31'), Колотовкин (68'). |                                                         |          |                         |                                                                                 |

| 2 октября 1994 26 тур | «Торпедо» (Москва)      | 1:1      | «Ротор»                    | Москва                                                            |
| | 1:0 Геннадий Гришин 56′ | Протокол | 1:1 Владимир Нидергаус 61′ | Стадион: Торпедо Зрителей: 1 700 Судья: Алексей Маркелов (Калуга) |
| «Торпедо» (Москва): Пчельников, Корнаухов, Чельцов, Афанасьев (Чумаченко, 46), Ульянов, Шустиков, Гришин (Борисов, 82), Агашков, Прокопенко, Ширинбеков, Паземов. · «Ротор»: Саморуков, Жуненко, Бурлаченко, Геращенко, Нечай, Царенко, Ещенко, Нидергаус (Беркетов, 70), Веретенников, Есипов, Нечаев (Хузин, 57). · Паземов (75') — Жуненко (14'), Нечай (65'). · Жуненко (52'). |                         |          |                            |                                                                   |

| 15 октября 1994 27 тур | «Динамо-Газовик» (Тюмень)                         | 2:2      | «Ротор»                                         | Тюмень                                                                 |
| | 1:0 Юрий Грицина 25′ · 2:2 Вячеслав Камольцев 82′ | Протокол | 1:1 Валерий Есипов 67′ · 2:1 Валерий Есипов 74′ | Стадион: Геолог Зрителей: 4 000 Судья: Тарас Безубяк (Санкт-Петербург) |
| «Динамо-Газовик» (Тюмень): Кутепов, Бессмертный, Силкин, Родненок (Рева, 80), Хруслов, Герасимов (Фишман, 68), Маслов, Грицына, Долбоносов, Камольцев, Крутов. «Ротор»: Саморуков, Жуненко, Бурлаченко, Беркетов, Нечай, Царенко, Ещенко (Хузин, 75), Нидергаус, Веретенников, Есипов, Нечаев (Кривов, 75). |                                                   |          |                                                 |                                                                        |

| 24 октября 1994 28 тур | «Ротор»                                                      | 2:3      | «Локомотив» (Нижний Новгород)                                                  | Волгоград                                                              |
| | 1:0 Олег Веретенников 10′ (пен.) · 2:2 Олег Веретенников 56′ | Протокол | 1:1 Евгений Смертин 19′ · 2:2 Алексей Герасимов 48′ · 2:3 Виталий Никулкин 65′ | Стадион: Центральный Зрителей: 10 000 Судья: Анатолий Маляров (Москва) |
| «Ротор»: Саморуков, Жуненко (Беркетов, 45), Бурлаченко, Геращенко, Нечай, Царенко, Ещенко, Нидергаус, Веретенников, Есипов, Нечаев. · «Локомотив» (Нижний Новгород): Шанталосов, Давыдов, Арефьев, Рагулин, Путилин, Шашков (Пятанов, 74), Калитвинцев, Гаглоев, Смертин (Лебедев, 58), Никулкин, Герасимов. · Арефьев (17'), Давыдов (52'). |                                                              |          |                                                                                |                                                                        |

| 28 октября 1994 29 тур | «Уралмаш» (Екатеринбург) | 0:0      | «Ротор» | Екатеринбург                                                         |
| |                          | Протокол |         | Стадион: Центральный Зрителей: 7 000 Судья: Сергей Хусаинов (Москва) |
| «Уралмаш» (Екатеринбург): Городов, Федотов, Галимов, Юшков, Андреев, Ратничкин, Нежелев, Ханкеев, Матвеев, Блужин, Бахтин. «Ротор»: Саморуков, Беркетов, Бурлаченко (Кривов, 61), Геращенко, Нечай, Царенко, Ещенко, Хузин, Веретенников, Есипов, Нечаев. |                          |          |         |                                                                      |

| 6 ноября 1994 30 тур | «Ротор»                                                                    | 4:0      | «КАМАЗ» (Набережные Челны)      | Волгоград                                                            |
| | 1:0 Олег Нечаев 6′ · 3:0 Олег Веретенников 85′ · 4:0 Олег Веретенников 89′ | Протокол | 2:0 Владимир Клонцак 41′ (авт.) | Стадион: Центральный Зрителей: 6 000 Судья: Виктор Филиппов (Москва) |
| «Ротор»: Саморуков, Жуненко, Бурлаченко (Беркетов, 67), Геращенко, Нечай, Царенко (Кривов, 83), Ещенко, Нидергаус, Веретенников, Есипов, Нечаев. · «КАМАЗ» (Набережные Челны): Захарчук (Нигматуллин, 25), Варламов, Горбачев, Клонцак, Рафиков, Миленин, Тропанец, Колесов (Зубков, 55), Евдокимов, Дурнев, Панферов. · Нидергаус (76') — Рафиков (19'), Евдокимов (63'). · Варламов (57'). |                                                                            |          |                                 |                                                                      |

### Кубок УЕФА
| 13 сентября 1994 1/32 финала. Первый матч | «Ротор»                                                                       | 3:2 | «Нант»                                      | Волгоград                                                 |
| | 1:1 Владимир Геращенко 42′ · 2:1 Сергей Нечай 65′ · 3:1 Олег Веретенников 76′ |     | 0:1 Николя Уэдек 28′ · 3:2 Яфет Н’Дорам 83′ | Стадион: Центральный Зрителей: 35 000 Судья: Шандор Варга |
| «Ротор»: Саморуков, Жуненко, Бурлаченко, Геращенко, Нечай, Царенко, Ещенко (Шмарко, 68), Нидергаус (Беркетов, 85), Веретенников, Есипов, Нечаев. · »: Марро, Ле Дизе, Пиньоль, Капрон, Декруа, Ферри, Макелеле, Педрос (Коэ, 21), Уэдек, Н’Дорам (Л.Гийо, 84), Локо. · Есипов (58') — Декруа (76'). |                                                                               |     |                                             |                                                           |

| 27 сентября 1994 1/32 финала. Ответный матч | «Нант»                                                            | 3:0 | «Ротор» | Нант                                                                     |
| | 1:0 Николя Уэдек 28′ · 2:0 Николя Уэдек 61′ · 3:0 Патрис Локо 75′ |     |         | Стадион: Божуар Луи-Фонтено Зрителей: 36 000 Судья: Манфред Шуттенгрубер |
| »: Касагранд, Ле Дизе, Пиньоль, Карамбё, Декруа, Ферри, Макелеле, Педрос (Коэ, 74), Уэдек, Н’Дорам (Сиасиа, 83), Локо. · «Ротор»: Саморуков, Жуненко, Бурлаченко, Геращенко, Нечай, Царенко, Ещенко (Хузин, 60), Нидергаус, Веретенников (Тройнин, 80), Есипов, Нечаев. · Декруа (40'). · Нереализованный пенальти: Николя Уэдек (72', мимо). |                                                                   |     |         |                                                                          |

### Кубок России 1994/1995
| 5 октября 1994 1/16 финала | «Торпедо» (Волжский)  | 1:2 | «Ротор»                                               | Волжский                                                                 |
| | 1:1 Сергей Илюшин 75′ |     | 0:1 Олег Веретенников 71′ · 1:2 Александр Царенко 90′ | Стадион: им. Ф.Г.Логинова Зрителей: 4 500 Судья: Андрей Бутенко (Москва) |
| «Торпедо» (Волжский): Хомяков, Белов, Чумаченко (Кисляков, 55), Большаков, Умурзаков, Еременко, Сальников, Пискунов, Найдовский (Володькин, 55), Илюшин. «Ротор»: Саморуков, Аксёнов (Кривов, 46), Бурлаченко, Геращенко, Хузин (Иванов, 89), Царенко, Ещенко, Беркетов, Веретенников, Есипов, Нечаев. |                       |     |                                                       |                                                                          |

| 9 ноября 1994 1/8 финала | «Ротор»                                          | 2:1 (доп. вр.) | «Динамо» (Ставрополь)   | Волгоград                                                                     |
| | 1:0 Олег Нечаев 51′ · 2:1 Александр Тройнин 118′ |                | 1:1 Дмитрий Кудинов 77′ | Стадион: Центральный Зрителей: 3 000 Судья: Сергей Лапочкин (Санкт-Петербург) |
| «Ротор»: Саморуков, Жуненко, Бурлаченко, Геращенко, Нечай, Царенко (Тройнин, 91), Ещенко, Нидергаус, Веретенников, Есипов, Нечаев. · «Динамо» (Ставрополь): Козко, Борзенков, Четверкин, Папикян, Шестаков, Соколов, Кудинов (Студзинский, 112), Булатов, Маслов (Корнеев, 61), Заздравных, Копылов. · Нечай. |                                                  |                |                         |                                                                               |

## Статистика

### Индивидуальная

#### Матчи и голы
| №. | Нац.            | Позиция | Игрок              | Всего | Всего | Чемпионат России | Чемпионат России | Кубок России 1993/1994 | Кубок России 1993/1994 | Кубок России 1994/1995 | Кубок России 1994/1995 | Кубок УЕФА | Кубок УЕФА |
| №. | Нац.            | Позиция | Игрок              | Игры  | Голы  | Игры             | Голы             | Игры                   | Голы                   | Игры                   | Голы                   | Игры       | Голы       |
| -- | --------------- | ------- | ------------------ | ----- | ----- | ---------------- | ---------------- | ---------------------- | ---------------------- | ---------------------- | ---------------------- | ---------- | ---------- |
|    | Флаг России     | Вр      | Андрей Саморуков   | 35    | -31   | 30               | -23              | 1                      | -1                     | 2                      | -2                     | 2          | -5         |
|    | Флаг России     | Вр      | Сергей Гриценко    | 0     | 0     | 0                | 0                | 0                      | 0                      | 0                      | 0                      | 0          | 0          |
|    | Флаг России     | Вр      | Евгений Чиненов    | 0     | 0     | 0                | 0                | 0                      | 0                      | 0                      | 0                      | 0          | 0          |
|    | Флаг России     | Защ     | Сергей Нечай       | 33    | 1     | 29               | 0                | 1                      | 0                      | 1                      | 0                      | 2          | 1          |
|    | Флаг Казахстана | Защ     | Сергей Жуненко     | 31    | 0     | 27               | 0                | 1                      | 0                      | 1                      | 0                      | 2          | 0          |
|    | Флаг России     | Защ     | Валерий Бурлаченко | 30    | 0     | 26               | 0                | 0                      | 0                      | 2                      | 0                      | 2          | 0          |
|    | Флаг России     | Защ     | Владимир Геращенко | 29    | 7     | 24               | 6                | 1                      | 0                      | 2                      | 0                      | 2          | 1          |
|    | Флаг России     | Защ     | Александр Шмарко   | 20    | 0     | 18               | 0                | 1                      | 0                      | 0                      | 0                      | 1          | 0          |
|    | Флаг России     | Защ     | Александр Беркетов | 13    | 0     | 11               | 0                | 0                      | 0                      | 1                      | 0                      | 1          | 0          |
|    | Флаг Казахстана | Защ     | Игорь Авдеев       | 0     | 0     | 0                | 0                | 0                      | 0                      | 0                      | 0                      | 0          | 0          |
|    | Флаг России     | ПЗ      | Олег Веретенников  | 35    | 14    | 30               | 12               | 1                      | 0                      | 2                      | 1                      | 2          | 1          |
|    | Флаг России     | ПЗ      | Александр Царенко  | 33    | 1     | 28               | 0                | 1                      | 0                      | 2                      | 1                      | 2          | 0          |
|    | Флаг России     | ПЗ      | Александр Ещенко   | 18    | 0     | 14               | 0                | 0                      | 0                      | 2                      | 0                      | 2          | 0          |
|    | Флаг России     | ПЗ      | Олег Стогов        | 17    | 0     | 16               | 0                | 1                      | 0                      | 0                      | 0                      | 0          | 0          |
|    | Флаг России     | ПЗ      | Дмитрий Иванов     | 10    | 1     | 9                | 1                | 0                      | 0                      | 1                      | 0                      | 0          | 0          |
|    | Флаг России     | ПЗ      | Александр Тройнин  | 10    | 1     | 8                | 0                | 0                      | 0                      | 1                      | 1                      | 1          | 0          |
|    | Флаг России     | ПЗ      | Игорь Меньщиков    | 8     | 1     | 7                | 1                | 1                      | 0                      | 0                      | 0                      | 0          | 0          |
|    | Флаг России     | ПЗ      | Андрей Кривов      | 7     | 0     | 6                | 0                | 0                      | 0                      | 1                      | 0                      | 0          | 0          |
|    | Флаг России     | ПЗ      | Юрий Аксёнов       | 1     | 0     | 0                | 0                | 0                      | 0                      | 1                      | 0                      | 0          | 0          |
|    | Флаг России     | Нап     | Валерий Есипов     | 34    | 5     | 29               | 5                | 1                      | 0                      | 2                      | 0                      | 2          | 0          |
|    | Флаг России     | Нап     | Олег Нечаев        | 32    | 6     | 27               | 5                | 1                      | 0                      | 2                      | 1                      | 2          | 0          |
|    | Флаг Казахстана | Нап     | Владимир Нидергаус | 30    | 8     | 26               | 8                | 1                      | 0                      | 1                      | 0                      | 2          | 0          |
|    | Флаг России     | Нап     | Рустем Хузин       | 18    | 0     | 15               | 0                | 1                      | 0                      | 1                      | 0                      | 1          | 0          |

#### Бомбардиры
| Имя                | Чемпионат России | Кубок России 1993/1994 | Кубок России 1994/1995 | Кубок УЕФА | Кубок короля Таиланда | Всего |
| ------------------ | ---------------- | ---------------------- | ---------------------- | ---------- | --------------------- | ----- |
| Олег Веретенников  | 12               | 0                      | 1                      | 1          | 1                     | 15    |
| Владимир Нидергаус | 8                | 0                      | 0                      | 0          | 0                     | 8     |
| Владимир Геращенко | 6                | 0                      | 0                      | 1          | 0                     | 7     |
| Олег Нечаев        | 5                | 0                      | 1                      | 0          | 1                     | 7     |
| Валерий Есипов     | 5                | 0                      | 0                      | 0          | 1                     | 6     |
| Сергей Нечай       | 0                | 0                      | 0                      | 1          | 0                     | 1     |
| Дмитрий Иванов     | 1                | 0                      | 0                      | 0          | 0                     | 1     |
| Игорь Меньщиков    | 1                | 0                      | 0                      | 0          | 0                     | 1     |
| Александр Царенко  | 0                | 0                      | 1                      | 0          | 0                     | 1     |
| Александр Тройнин  | 0                | 0                      | 1                      | 0          | 0                     | 1     |
| Итого              | 38               | 0                      | 4                      | 3          | 3                     | 48    |

#### «Сухие» матчи
| Имя              | Чемпионат России | Кубок России 1993/1994 | Кубок России 1994/1995 | Кубок УЕФА | Всего |
| ---------------- | ---------------- | ---------------------- | ---------------------- | ---------- | ----- |
| Андрей Саморуков | 12               | 0                      | 0                      | 0          | 12    |
| Итого            | 12               | 0                      | 0                      | 0          | 12    |

Примечание: в данной таблице учитываются только полные матчи (без замен), в которых вратарь не пропустил голов.

#### Дисциплинарные показатели
| Имя                | Чемпионат России | Чемпионат России       | Чемпионат России | Кубок России 1993/1994 | Кубок России 1993/1994 | Кубок России 1993/1994 | Кубок России 1994/1995 | Кубок России 1994/1995 | Кубок России 1994/1995 | Кубок УЕФА   | Кубок УЕФА             | Кубок УЕФА | Всего        | Всего                  | Всего    |
| Имя                | Предупреждён     | Yellow card · Red card | Red card         | Предупреждён           | Yellow card · Red card | Red card               | Предупреждён           | Yellow card · Red card | Red card               | Предупреждён | Yellow card · Red card | Red card   | Предупреждён | Yellow card · Red card | Red card |
| ------------------ | ---------------- | ---------------------- | ---------------- | ---------------------- | ---------------------- | ---------------------- | ---------------------- | ---------------------- | ---------------------- | ------------ | ---------------------- | ---------- | ------------ | ---------------------- | -------- |
| Владимир Нидергаус | 6                | 0                      | 0                | 1                      | 0                      | 0                      | 0                      | 0                      | 0                      | 0            | 0                      | 0          | 7            | 0                      | 0        |
| Валерий Есипов     | 3                | 0                      | 0                | 0                      | 0                      | 0                      | 0                      | 0                      | 0                      | 1            | 0                      | 0          | 4            | 0                      | 0        |
| Сергей Нечай       | 3                | 0                      | 0                | 0                      | 0                      | 0                      | 1                      | 0                      | 0                      | 0            | 0                      | 0          | 4            | 0                      | 0        |
| Александр Ещенко   | 3                | 0                      | 0                | 0                      | 0                      | 0                      | 0                      | 0                      | 0                      | 0            | 0                      | 0          | 3            | 0                      | 0        |
| Александр Беркетов | 2                | 0                      | 0                | 0                      | 0                      | 0                      | 0                      | 0                      | 0                      | 0            | 0                      | 0          | 2            | 0                      | 0        |
| Валерий Бурлаченко | 1                | 0                      | 1                | 0                      | 0                      | 0                      | 0                      | 0                      | 0                      | 0            | 0                      | 0          | 1            | 0                      | 1        |
| Сергей Жуненко     | 1                | 1                      | 0                | 0                      | 0                      | 0                      | 0                      | 0                      | 0                      | 0            | 0                      | 0          | 1            | 1                      | 0        |
| Владимир Геращенко | 0                | 1                      | 0                | 0                      | 0                      | 0                      | 0                      | 0                      | 0                      | 0            | 0                      | 0          | 0            | 1                      | 0        |
| Олег Веретенников  | 1                | 0                      | 0                | 0                      | 0                      | 0                      | 0                      | 0                      | 0                      | 0            | 0                      | 0          | 1            | 0                      | 0        |
| Дмитрий Иванов     | 1                | 0                      | 0                | 0                      | 0                      | 0                      | 0                      | 0                      | 0                      | 0            | 0                      | 0          | 1            | 0                      | 0        |
| Игорь Меньщиков    | 1                | 0                      | 0                | 0                      | 0                      | 0                      | 0                      | 0                      | 0                      | 0            | 0                      | 0          | 1            | 0                      | 0        |
| Рустем Хузин       | 1                | 0                      | 0                | 0                      | 0                      | 0                      | 0                      | 0                      | 0                      | 0            | 0                      | 0          | 1            | 0                      | 0        |
| Александр Шмарко   | 1                | 0                      | 0                | 0                      | 0                      | 0                      | 0                      | 0                      | 0                      | 0            | 0                      | 0          | 1            | 0                      | 0        |
| Итого              | 24               | 2                      | 1                | 1                      | 0                      | 0                      | 1                      | 0                      | 0                      | 1            | 0                      | 0          | 27           | 2                      | 1        |

### Командная

#### Турнирная таблица
| М  | Клуб                          | И  | В  | Н  | П  | М     | ±М  | О  |
| -- | ----------------------------- | -- | -- | -- | -- | ----- | --- | -- |
| 1  | «Спартак» (Москва)            | 30 | 21 | 8  | 1  | 73−21 | +52 | 50 |
| 2  | «Динамо» (Москва)             | 30 | 13 | 13 | 4  | 55−35 | +20 | 39 |
| 3  | «Локомотив» (Москва)          | 30 | 12 | 12 | 6  | 49−28 | +21 | 36 |
| 4  | «Ротор» (Волгоград)           | 30 | 10 | 16 | 4  | 39−23 | +16 | 36 |
| 5  | «Спартак» (Владикавказ)       | 30 | 11 | 11 | 8  | 32−34 | −2  | 33 |
| 6  | «КАМАЗ» (Набережные Челны)    | 30 | 11 | 9  | 10 | 38−38 | 0   | 31 |
| 7  | «Текстильщик» (Камышин)       | 30 | 12 | 6  | 12 | 32−36 | −4  | 30 |
| 8  | «Локомотив» (Нижний Новгород) | 30 | 11 | 8  | 11 | 34−34 | 0   | 30 |
| 9  | «Жемчужина-Кубань» (Сочи)     | 30 | 8  | 11 | 11 | 44−48 | −4  | 27 |
| 10 | ЦСКА (Москва)                 | 30 | 8  | 10 | 12 | 30−32 | −2  | 26 |
| 11 | «Торпедо» (Москва)            | 30 | 7  | 12 | 11 | 28−37 | −9  | 26 |
| 12 | «Динамо-Газовик» (Тюмень)     | 30 | 7  | 10 | 13 | 24−49 | −25 | 24 |
| 13 | «Крылья Советов» (Самара)     | 30 | 6  | 12 | 12 | 30−51 | −21 | 24 |
| 14 | «Уралмаш» (Екатеринбург)      | 30 | 7  | 9  | 14 | 33−49 | −16 | 23 |
| 15 | «Динамо» (Ставрополь)         | 30 | 6  | 11 | 13 | 25−34 | −9  | 23 |
| 16 | «Лада» (Тольятти)             | 30 | 6  | 10 | 14 | 24−41 | −17 | 22 |

 Выбывание в первую лигу ПФЛ.

#### Движение команды в Чемпионате России по турам
| 9 |

| 6 |

| 9 |

| 12 |

| 7 |

| 7 |

| 7 |

| 8 |

| 7 |

| 7 |

| 7 |

| 6 |

| 6 |

| 8 |

| 8 |

| 8 |

| 6 |

| 7 |

| 5 |

| 7 |

| 4 |

| 4 |

| 3 |

| 3 |

| 3 |

| 3 |

| 3 |

| 4 |

| 4 |

| 4 |

| − Победа − Ничья − Поражение |

#### Общая статистика
| Сыграно матчей                              | 40 (30 Чемпионат России, 5 Кубок короля Таиланда, 2 Кубок УЕФА, 2 Кубок России 1994/1995, 1 Кубок России 1993/1994) |
| Победы                                      | 15 (10 Чемпионат России, 2 Кубок России 1994/1995, 2 Кубок короля Таиланда, 1 Кубок УЕФА) |
| Ничьи                                       | 18 (16 Чемпионат России, 2 Кубок короля Таиланда) |
| Поражения                                   | 7 (4 Чемпионат России, 1 Кубок УЕФА, 1 Кубок России 1993/1994, 1 Кубок короля Таиланда) |
| Забито мячей                                | 49 |
| Пропущено мячей                             | 33 |
| Разница мячей                               | +16 |
| Пенальти: забитые/назначенные               | 3/6 |
| Пенальти соперника: пропущенные/назначенные | 1/3 |
| Предупреждения                              | 29 |
| Удаления                                    | 3 |
| Худшая дисциплина                           | Владимир Нидергаус 7 |
| Лучший счёт                                 | 5:0 (Д) против «Крылья Советов» — Чемпионат России, 14 августа 1994 |
| Худший счёт                                 | 0:3 (Г) против «Нант» — Кубок УЕФА, 27 сентября 1994 |
| «Сухие» матчи                               | 15 (12 Чемпионат России, 3 Кубок короля Таиланда) |
| Наибольшее число матчей                     | Андрей Саморуков (35 матчей) Олег Веретенников (35 матчей) |
| Лучший бомбардир                            | Олег Веретенников (15 голов) |
| Командные достижения                        | Лауреат приза «Гроза авторитетов» от газеты «Московская правда» |
| Индивидуальные достижения                   | Андрей Саморуков — Лауреат приза «400 сухих минут» от газеты «Комсомольская правда» и концерна AFT Владимир Геращенко — В списке 33-х лучших футболистов России Олег Веретенников — В списке 33-х лучших футболистов России Владимир Нидергаус — В списке 33-х лучших футболистов России |

Примечание: в данной таблице не учитываются результаты товарищеских матчей.

#### Общая статистика по турнирам
| Турнир                 | И  | В  | Н  | П | ЗМ | ПМ | ±М  | ЖК | 2ЖК | КК | О            |
| ---------------------- | -- | -- | -- | - | -- | -- | --- | -- | --- | -- | ------------ |
| Чемпионат России       | 30 | 10 | 16 | 4 | 39 | 23 | +16 | 24 | 2   | 1  | 36/60 (60 %) |
| Кубок России 1993/1994 | 1  | 0  | 0  | 1 | 0  | 1  | −1  | 1  | 0   | 0  | 0/2 (0 %)    |
| Кубок России 1994/1995 | 2  | 2  | 0  | 0 | 4  | 2  | +2  | 1  | 0   | 0  | 4/4 (100 %)  |
| Кубок УЕФА             | 2  | 1  | 0  | 1 | 3  | 5  | −2  | 1  | 0   | 0  | 2/4 (50 %)   |
| Кубок короля Таиланда  | 5  | 2  | 2  | 1 | 3  | 2  | +1  | ?  | ?   | ?  | 6/10 (60 %)  |
| Всего                  | 40 | 15 | 18 | 7 | 49 | 33 | +16 | 27 | 2   | 1  | 48/80 (60 %) |